# Муанза
Вижте пояснителната страница за други значения на Муанза.
Муанза (на английски и на суахили: Mwanza) е вторият по големина град в Танзания след Дар ес Салаам. Разположен е в Северозападната част на страната на южния скалист и хълмист бряг на езерото Виктория при входа към едноименния залив. Той е административен център на регион Муанза, едно от главните пристанища на езерото и основен транзитен център на стоки, предназначени за съседните страни Уганда, Руанда, Бурунди и Демократична република Конго. Градът е крайна точка на националната железопътна линия от Дар ес Салаам, край него се намира едно от най-важните и натоварени летища в страната и региона и е важно пристанище на брега на най-голямото африкански езеро. Градът се развива с бързи темпове и на много места могат да се видят строежи на жилищни, обществени и обслужващи сгради. Въпреки всички положителни аспекти, все още остават проблеми и сериозни предизвикателства, с които градът трябва да се справя – СПИН, ранна бременност, липса на уважение към правата на жените и децата, бедност, расизъм, безработица и корупция.
Муанза е изграден на 1140 m надморска височина и се простира на площ от 87 km2. Според националното преброяване от 2002 г. населението на града е 476 646 души. За 2011 година се очаква да е нараснало на 500 000 до 600 000 жители.
Географското разположение на града е такова, че климатът остава благоприятен през цялата година. Заобиколен е от внушителен ландшафт, множество хълмове и големи причудливи гранитни скали, които заедно с езерото правят гледката към него уникална. Заради тях понякога наричат Муанза „Скалистия град“. Друго негово прозвище е „Птичият град“, заради многобройните жълтоклюни птици каня, които гнездят целогодишно в града.
Поради дългото си историческо развитие и етническото разнообразие архитектурата на града носи влиянието на индийци и араби, както и следи от немското и британско колониално владичество. Те са оказали и силно влияние върху културата и изкуствата в града.

## Климат
Муанза попада в климатична зона, характерна с два сухи и два дъждовни сезона. По-краткият дъждовен сезон е от август до октомври, а по-дългият – от януари до май. Средните температури през топлите месеци варират между 27 °C и 30 °C, а през студените – между 15 °C и 18 °C. Средните годишни валежи се движат в границите от 700 mm до 1000 mm.

## Население
Населението на града наброява 476 646 жители и нараства с 11% годишно. Градът е център на народа сукума, най-голямата етническа група в Танзания. Сукума представляват около 90% от чернокожото му население. Освен тях тук живеят и представители на етническите групи зинза, хая, сумбуа, нямуези, луо, курия, джита и кереуе. Общият език, който се ползва от племената е суахили. В Муанза може да се срещнат хора от най-различни етнически групи. Често се виждат масаи в традиционните си дрехи и прекрасни бижута, с копия в ръка и сандали от автомобилни гуми. Хората от всички племена контактуват спокойно и се наблюдава както племенна, така и религиозна търпимост.
Съществуват много различни данни за броя на населението в града, но според националното преброяване от 2002 г. то възлиза на 476 646 души, от които 210 735 в област Нямагана и 265911 в Илемела. За 2011 година се очаква да е нараснало на 500 000 – 600 000 жители. Естественият прираст за града е 3,2%, а механичният – 8,0%, което го поставя на първо място в страната по общ прираст на населението. Средната гъстота на населението е 134 души/km2 и градът заема второ място в страната по този показател след Дар ес Салаам. Средният доход на глава от населението е около $21 на месец, а отчитаното ниво на безработица е 50%. Стремежът на ръководството на града е да го снижи на 30% до 2025 г.
В града има голяма група от бездомни хора и много от тях са с физически увреждания и деформации. На улицата живеят цели бездомни семейства и самотни деца. Тук все още не са свикнали да виждат много европейци, затова те правят впечатление на околните и са наричани „мзунгу“.
Много от собствениците на магазини са от индийски произход и понякога се наблюдава расистко отношение спрямо тях. Причината за това се отдава на факта, че бизнесът на африканците се развива трудно и не винаги оцелява, докато този на индийците процъфтява. Индийските собственици на магазини са добре обучени как да ръководят бизнеса си, докато техните африкански колеги обикновено са неопитни и затова често неуспешни.

## Административна структура и управление
Градът се ръководи административно от общински съвет, начело с кмет. Към него работят 8 комисии – по Инженерство, Градоустройство и околна среда, Финанси и търговия, Развитие на общността, Здраве и канализация, Човешки ресурси и администрация, Земеделие и животновъдство и Образование и културата. Има и две консултативни звена, пряко подчинени на кмета – Икономическо планиране, статистика и наблюдение и Вътрешен одит и правни услуги.
Муанза е разделена на две области – Илемела в източната част и Нямагана на полуострова с общо 21 квартала.
- Илемела – обхваща кварталите Sangabuye, Buswelu, Bugogwa, Централна Илемела, Kirumba, Kitangiri, Nyamanoro, Pansiasi и Nyakato
- Нямагана – включва кварталите Igoma, Buhongwa, Mkolani, Pamba, Mirongo, Isamilo, Butimba, Mkuyuni, Централна Нямагана, Mahina и Mbugani[4]

## Бюджет
От собствени източници градът събира около 4,2 милиарда танзанийски шилинга, което се равнява на 4,2 милиона щатски долара. От тях 80% се изразходват за развитие на града, а 20% се отделят като резерв на общинския съвет. Основните източници на приходи са данъци от промишлените предприятия, данък сгради и търговски лицензи. Разходите на града са насочени главно към:
- Поддръжка на училищата и здравните заведения
- Рехабилитация и ново строителство на пътища и канализация
- Организация на събирането и извозването на твърдите отпадъци
- Проектиране и осигуряване на нови терени за жилищно строителство
- Обучение на общността по въпроси, свързани със здравеопазването и хигиената
- Контрол и управление на екологията, борба със замърсяването на въздуха, водите и почвите.
- Намаляване на високия процент на безработицата – осигуряване на възможности за заетост чрез създаване на благоприятна среда за нови инвестиции и модернизация.[4]

## История
Град Муанза е основан през 1892 г. като регионален административен и търговски център за износ на селскостопанска продукция, главно памук от областта около езерото Виктория.
Преди колониалната епоха Муанза е бил във владение на етническите групи сукума, кереуе, кара и зинза. Когато германците колонизират Танганика Муанза става център на един от административните райони. След Първата световна война страната попада под британски контрол и градът остава в една от областите на Езерната провинция. Откриването на злато и диаманти в околността дава силен тласък на развитието и нарастването му. По време на Втората световна война Муанза е бомбардиран от самолетите на Уганда. След обявяване на независимостта става административен център на регион Муанза. През 2000 г. статутът на пет града в страната е повишен като надрегионални центрове – Дар ес Салаам, Муанза, Танга, Аруша и Мбея.

## Градска среда
Град Муанза заема един почти кръгъл полуостров на входа на едноименния залив, като голяма част от застройката се простира дълбоко навътре в сушата. Градът е заобиколен от няколко скалисти хълма, осеяни с масивни гранитни и диоритни блокове, между които са пръснати жилищни и обществени сгради. Развил се е в две направления – на североизток, стигайки почти до летището и един по-дълъг клон на югоизток по магистралата В6.
Градът заема площ от 87 km2. Растителността в незастроените части е типично саванна с високи треви и разпръснати високи дървета. В район Илемела се намират 25 хектара, а в Нямагана – 21 ха, които се напояват и са подходящи за земеделска работа.
Жилищните сгради в града са около 50 000, като около 60% от тях са изградени в зони без градоустройствени разработки. Тези зони се характеризират с голямо струпване на сгради, лош достъп до тях, липса на инфраструктура като пътища, електроснабдяване, телефонизация, канализация, липса на хигиенни условия, проблеми с извозването на отпадъците и др.
Около мястото на кръговото движение могат да се видят няколко паметника от началото на обявяване на независимостта на Танзания – един факел, стенопис на стената на Централната банка в стил социалистически реализъм и сградата на CCM, първия небостъргач в града, построена с доброволен труд от гражданите на Муанза.
В града има много хотели, ресторанти, барове, музеи. От хотел „Тилапия“ се открива прекрасен изглед към езерото, намира се на 1 km от центъра и разполага с апартаменти, плувен басейн и интернет. Почти същите екстри предлагат и луксозните хотели „Nyumbani“, „Ryan’s Bay“, „G&G“, „Fish Eagle Guest“, „La Kairo“, „Millenium Square“, „Monarch“ и „Midland“.

### Германско наследство
В града са останали редица сгради и паметници от периода на германската колонизация, продължила от 1890 до 1916 г. На една от улиците към езерото се намират сградите на немските офиси с декоративни фасадни стени. Има запазени доста колониални постройки от това време.
На един от хълмовете на изток се издига голяма крепост с немска часовникова кула. В наше време крепостта се използва от регионалния комисар като негова официална резиденция. От нея надолу към езерото съществува прокопан подземен тунел, който сега е затворен. Но на ул. „Балеуа“ в една от немските къщи има дълбок кладенец, в който се намира вход към този тунел.
На друг от хълмовете се намира сградата „Робърт Кох“, построена от германците преди Първата световна война като медицински изследователски център. Тази внушителна постройка наподобява здрав немски замък от миналото. Самата сграда никога не е била употребявана по предназначението си, а е ползвана от британците и по-късно от правителството на Танзания за административни цели. Сега сградата е празна и е превърната в помещения за спане и почивка на масайски стражи.

### Британско наследство
Близо до часовниковата кула в центъра на града, в тревната площ в средата на кръговото движение, един надпис припомня, че през 1858 г. британският изследовател Джон Спик открива за европейците езерото Нянза и му дава името Виктория в чест на тогавашната британска кралица. А на стената на самата кула има британски военен барелеф, изобразяващ изгонването на немския гарнизон от англичаните след Първата световна война.

### Индийски квартал
На изток от кръговото движение се намира Индийският квартал. Там все още са запазени множество красиви сгради, построени от индийците. Лесно могат да бъдат разпознати по индуистките и мюсюлмански символи по фасадите им. В партерните части на сградите има много магазини с индийски стоки, като болшинството са строени в средата на миналия век. В квартала се намира и индийският пазар, известен с евтините си стоки, които могат да се купуват по договаряне. След обявяването на независимостта през 1961 г. много от по-младите индийци се изселват и се връщат в Родината си.
Централно място в квартала заема залата „Ганди“, пред която се издига скулптура на основателя на съвременна Индия, живял няколко години в Африка. На паметната плоча на залата може да се прочете, че е построена от жители на Мумбай (Бомбай), които по това време са живели в града и е открита през 1957 г. от последния британски губернатор на Танганика.
На улица „Банту“ се намира интересна мюсюлманска сграда, построена през 1938 г. а малко по-нататък се простират две дълги едноетажни сгради, изградени през същата година. Там е и добре поддържаната шиитската джамия, с голямо вътрешно пространство в северната си част. В същия квартал се намира и ведическият храм „Ariyan“, издигнат през 1952 г. и отворен за посетители. Има и два интересни и важни за населението в квартала индуистки храма.
В квартала е разположен хотел „Нова Муанза“, а в непосредствена близост до него се намира Индийската обществена библиотека от 1935 г. На фасадата ѝ се чете надпис, информиращ, че през 1958 г. в нея се е провела Панафриканската среща за единство, на която е присъствал Джулиъс Ниерере, за което говори и голям негов портрет във входната зала. По-нататък в посока пазара се намира новият храм на сикхите. В изчистения му интериор централно място заема Свещената книга на Гуру Нанак, който се е стремял да обедини индуисти и мюсюлмани.

### Други забележителности
В квартал Bujora се намират културният център и музеят на сукума, най-голямата етническа група в Танзания, а в близост до него има няколко интернет кафенета. Музеят е създаден през 1954 г. и представя историята и бита на племената. Към него работи организация на сукума, която се занимава с разпространение на културните традиции на етноса, които са сред най-богатите в Източна Африка. Музеят предоставя и образователна среда, в която старейшините учат младите поколения на историята и традиционните изкуства и ги насърчават да развиват и разширяват артистични си дадености. Посещава се от около 2000 души годишно.
В центъра на квартал Bujora е изградена внушителна католическа църква, построена през 1952 г., посещавана от много местни хора и туристи. В нея редовно се изпълняват католически литургии.
В район Нямагана на полуострова е отворен за посетители и един исторически музей.
Остров Saanane (Saa Nane), разположен срещу южното пристанище, на няколко километра от градския хотел „Тилапия“ е изключително интересен. Той също е много скалист, обхваща 95 хектара и има статут на резерват. Част от него е организирана като богата зоологическа градина и е много посещаван. На острова има голямо разнообразие от птици, влечуги, хипопотами, зебри и гну. Тук са докарани и черни носорози от различни краища на страната. Има ежедневен превоз от града.
През 2011 г. общинският съвет е заделил средства за изграждане на нов мол в квартал Кирумба. Строителството му трябва да започне през септември 2011 г.

## Здравеопазване
Правителството на Танзания отпуска на града около $420 000 годишно за подпомагане на инфраструктурата на здравеопазването. В сравнение с други градове в страната здравеопазването тук е на по-високо ниво. Държавата поема разходите за лечение на децата до 5-годишна възраст, на бременните жени и на старците. Останалите пациенти сами трябва да плащат лечението си, което е непосилно за някои слоеве от населението. Това обяснява защо те чакат прекалено дълго, докато потърсят лекарска помощ и защо средната продължителност на живот в Танзания е спаднала от 53 на 44 години през последното десетилетие. Много от хората посещават първо местни традиционни лечители и ако лечението не се окаже ефективно, чак след това понякога се обръщат към здравно заведение.
В града функционира окръжна болница, обслужваща целия регион Муанза, 4 здравни центъра, 25 амбулатории и девет аптеки. Амбулаториите се обслужват от медицинско лице, нещо като фелдшер, преминал две или три годишно медицинско обучение, от една до пет медицински сестри и евентуално една акушерка. Една амбулатория обслужва приблизително 9000 – 10 000 жители, състои се обикновено от няколко стаи и предоставя лечение на малария, туберкулоза, холера, пневмония, чревни заболявания, както и раждания и прегледи на бебета. В тези здравни заведения няма леглова база, а работното им време е до 15:30 часа, без почивните дни и празниците.
Ако пациентът се нуждае от по-специфично лечение, се насочва към някой от здравните центрове, където има достъп до лекар за първи път. За превоза до такова лечебно заведение се грижи самият пациент. Един здравен център обслужва район с около 100 000 – 150 000 жители, има предвидена леглова база, а персоналът му се състои от един лекар, един помощник-лекар, двама асистент-лекари, 5 фелдшера, една медицинска сестра, 3 сестри-акушерки и няколко допълнителни сътрудници. В един такъв център годишно се лекуват около 5000 случаи на малария, бебета се раждат в съседните стаи всеки ден, а по коридорите се разхождат бременни и кърмещи майки.
Следващото ниво на обслужване е Окръжната болница, която обслужва над един милион жители. В нея работят няколко лекари, по-голям брой помощник здравни работници и също има на разположение леглова база.
Последното и най-високо ниво на здравните грижи е Медицинският център Бугандо (Bugando Medical Center), една от четирите специални болници в Танзания. Той разполага с 850 легла и обслужва 6 административни региона с общо 12 милиона жители. Този център е винаги препълнен с многобройни пациенти и много други чакат свободни места за прием и лечение, а персоналът е прекалено натоварен.
Към Министерството на здравеопазването и социалните грижи през 1979 г. в града е разкрит Национален институт за медицински изследвания, където се правят редовни проучвания на тропически болести. С течение на годините центърът е натрупал богат опит главно във връзка с болестите малария, СПИН, шистозомиаза, глисти, туберкулоза и различни чревни заболявания. Работи с множество медицински институции в Африка и в международен план. Първото за целия регион епидемиологично проучване е проведено от него в периода 1990 – 1991 г. с цел да се уточни разпространението на ХИВ и други инфекции, предавани по полов път. Изследванията са направени във всички 6 области на региона.
Едно от най-често срещаните заболявания в града е СПИН, както почти навсякъде в Източна Африка. Много хора обаче нямат средства за да се подложат дори на началния стадий на лечение. Много от децата, починали от тази болест не са били тествани въобще, тъй като всички се приемат за ХИВ-позитивни до доказване на противното. Голяма част от населението все още отказва да ползва презервативи и излага на опасност здравето на своите партньори като практикува секс без предпазни средства.
Много неправителствени организации с нестопанска цел работят за здравето на жените. Стремежът на ръководството на града е да намали процента на населението, страдащо от десетте най-често срещани заболявания от 80% на 50% до 2026 година.

## Образование
В началните училища в града обучението става на суахили – език, който е приет за национален в страната с цел обединение на многобройните племена, които я населяват. Английският език започва да се изучава задължително в средния курс. В града има достатъчно начални училища, които да обхванат всички деца от съответната възрастова група. Средните училища обаче не достигат и това много завишава изискванията за прием в тях. По тази причина всички говорят суахили, но малко хора знаят английски. Градът има нужда от изграждане на нови и добри училища за средния курс, за да се избегне изпращането на децата от тази възрастова група за обучение в Кения и Уганда, което е честа практика при по-заможните семейства.
В Муанза са организирани 203 детски градини, от които официално регистрирани са само 79. От регистрираните 40 са частни и 39 – държавни.
Градът разполага с общо 155 основни училища, от които 139 са собственост на правителството, а 16 са частни. През 2005 г. тук работят 1552 начални учители, от които 1310 преподават в държавните училища и 242 – в частните. Учениците, посещаващи началния курс на обучение в града са 94 530 и от тях в частните училища учат само 4175. На много места чиновете и столовете не достигат и част от учениците трябва да седят на пода. Така е например в основно училище „Shamaliwa“, в което учат 1311 ученика и за 40% от тях няма места за сядане.
В Муанза има изградени общо 20 средни училища, от които половината са частни. В тях работят 300 учители – 165 преподават в държавните училища и 135 – в частните. Децата, които ги посещават са общо 6285, от тях 2412 се обучават в държавни училища, а останалите 3873 учат в частните.
На 10 km южно от града, на брега на езерото се намира единственият частен университет в Танзания – „Свети Августин“, основан от католическите епископи на страната през 1998 г. и акредитиран през 2002 година. В него се обучават около 3500 студента по специалностите хуманитарни науки и масова комуникация. Университетът привлича студенти от Танзания и от страните от Източна и Централна Африка като Кения, Уганда, Судан, Етиопия, Бурунди, Малави и Замбия. Учениците се приемат без разлика от всички националности и с всякакви религиозни убеждения.
Общинското ръководство си е поставило за цел до 2026 г. да намали нивото на неграмотност сред жените от 70% до 50% и за мъжете – от 40% на 20%, а броят на учениците в средните училища да се увеличи от 21% до 30%.

## Спорт
Градският стадион „Кирумба“ е построен скоро след обявяването на независимостта с доброволния труд на населението.

## Туризъм
Муанза се намира близо до едни от най-интересните туристически обекти в Танзания – Серенгети, кратерът Нгоронгоро, планините Килиманджаро и Меру. Въпреки това градът е почти неизвестен на туристите. Ако летището на Муанза се реконструира, разшири и достигне международно ниво, той може да стане един от главните туристически центрове на страната. Градът е забележителен с несравнимото си разнообразие от природни дадености и богатите си флора и фауна. Ако туристическата индустрия тук се управлява добре, тя може да донесе отлични приходи на населението.
В чертите на Муанза се намира квартал Игого, където има няколко естествени пещери и стремежът на ръководството на града е да ги организира като туристическа атракция. На 150 km западно от града на остров в езерото е разположен Националният парк остров Рубондо, един от най-девствените паркове в страната, рай за любителите орнитолози. Друг интересен обект съвсем близо до града е остров Укара, където може да се види единственият „танцуващ камък“ в страната.

## Кухня
Храната в града е много добра и се отличава с голямо разнообразие. Има традиционни ястия, като печена, пържена или варена тилапия, пържени банани, ориз, угали (овесена каша), китимото и нгуруе (печено свинско месо), мишкаки (говеждо месо) и чипс маяй (пържени картофи с пържени яйца). Налице е също така голямо разнообразие от индийски храни и тайландски ястия с много подправки. Плодовите сокове са изключително качествени. В късния следобед и привечер улични търговци продават печена царевица и маниока за 10 цента на парче.

## Промишленост и селско стопанство
Муанза е основният икономически център на Северна Танзания, в който работят около 38% от жителите на региона. В града са развити над 60 вида индустрии и има повече от 100 големи и малки производствени и преработвателни предприятия. Застроени са пет промишлени зони – Муанза юг, Игого, Някато, Илемела и Мкуюни. Предвидени са и нови терени за бъдещо разширение и развитие на промишлеността – в Игома (Източена коридор), Мколани (Южен коридор) и Мхонзе/Игомбе (Северен коридор).

### Лека промишленост
Най-голям дял заема хранително-вкусовата промишленост. Изградени са 6 предприятия за преработка на риба и рибно филе, създадени в началото на 90-те години на миналия век. Фабриките за преработка на риба са общо 11, като 9 от тях са активни. Много от остатъците след преработката се изхвърлят и причиняват сериозни екологични проблеми в района. Във връзка с това се планира строителството на предприятие за производство на рибно брашно, което да поеме голяма част от ненужните продукти след преработката на рибата, непрекъснато замърсяващи околната среда. Съществува голямо търсене на рибно брашно, което се произвежда в малки бази и от много предприемачи в Муанза. Рибното брашно се използва като храна на животните и е много търсено. Кенийците са подали заявки за доставянето му за една година предварително.
Изградено е предприятието „Нянза“ за производство и бутилиране на безалкохолни напитки – Кока-Кола и Пепси-кола. Тук са и бирените фабрики, произвеждащи бирите „Серенгети“ и „Танзания“. Има около 100 предприятия за хлебни и сладкарски изделия, за производство на животински продукти, 6 предприятия за производство на растително масло от семената на памука, и много други. Когато е рафинирано, памучното масло може да се консумира от хората както всички останали растителни масла.
Районът е център на памукопроизводството и във връзка с това има няколко фабрики за преработката на памук и свързаните с него производства. Тук се намира втората по големина текстилна фабрика в Източна Африка „Mwatex“.
Повечето от съществуващите заводи за олио произвеждат полурафинирани масла, които са доста нечисти и с известна вероятност опасни за човешкото здраве. Само „Voil“ и до известна степен олиото на „Nera“, и двете собственост на „Nyanza Co“, произвеждат двойно рафинирано олио с добро качество. Общият им капацитет обаче е малък и те не са в състояние да задоволят пазара. При производството на масло от семената на памука с наличната механизация обикновено не може да се извлече максималното количество мазнини, така че то не е достатъчно ефективно и рентабилно. Пазарът на това масло и с това качество е широк и предприятията осъществяват износ дори и в съседни държави – Руанда, Бурунди, Уганда, Заир и Кения.
Поради наличието на големи стада от едър рогат добитък в околността, в града са построени няколко цеха за щавене на кожи, които обаче не са достатъчни. Земеделските стопани не разполагат с подходящ пазар за техните кожи и обикновено остават неудовлетворени от продажбите им. Във връзка с недостига на пазари се е появил контрабанден износ на тази стока към съседни държави.
Произвеждат се още сапуни, фуражни изделия и др. Млекопреработвателните предприятия в града са крайно недостатъчни и има нужда от спешно изграждане на нови с оглед големите стада от крави в региона.

### Тежка промишленост
От тежката промишленост тук са застъпени петролната индустрия, представена от клон на Tanzania Oxygen Ltd, занимаващ се с преработка на петролни продукти и природен газ. В града са изградени стоманолеярният завод „Някато“, химически завод, фабрики за обработка на дървен материал, за пластмасови изделия и пяна, за металообработващи машини за фрезоване.
В рамките на радиус от 300 km се намират няколко големи златни и диамантени мини, притежавани и експлоатирани от чуждестранни фирми. Поради това в града са базирани много услуги, свързани с минния сектор – проучване, сондиране и т.н.
Край града се разработва каменна кариера, в която се добива гранит и пясък за нуждите на строителството.

### Дървообработване
Площта на естествените гори около Муанза възлиза на около 12 860 хектара, а броят на дърветата е около 27 милиона. Отделно от дървения материал, горите предоставят дървени въглища, восък, пчелен мед, дърва за огрев, плодове, корени и листа. Тези продукти осигуряват енергия, храна, лекарства и суровини за града.
В Муанза има 14 предприятия за обработка на дървен материал, които произвеждат дъски с различни размери и ползвани за различни цели. Работят и няколко фабрики за производство на мебели. Годишно се обработват приблизително 4350 m3 дървесина с различен произход. В града 57 бизнесмена се занимават с търговия на дървен материал.
Обработва се главно борова дървесина, основно от карибски бор. Други дървета, които се ползват са от вида Pterocarpus angolensis. Те имат здрава светлокафява до жълтеникава дървесина, а сърцевината им е устойчива на действието на термитите. Дъските се полират добре, дървесината е позната под името „мукуа“ и е много подходяща за изработка на мебели, канута и музикални инструменти поради богатия резонанс, който предизвиква. Цветът на беловината е тъмно червен в резултат от действието на сока на растението и също се използва в производството на скъпи мебели.
Друго дърво с широко приложение в дървообработващата промишленост е Brachystergia speciformis, чиято дървесината не е много трайна и се счита за ниско качествена. Използва се главно като дърва за огрев, за направа на пчелни кошери, лодки, в строителството и за производство на дървени въглища. В този район на Танзания дървото има и няколко лекарствени приложения, включително използването на корените за лечение на дизентерия и стомашни проблеми.

### Риболов
Риболовът в езерото Виктория и в града има дълга история. Днес той се извършва главно с търговска цел, в противоречие с традиционния риболов, който е насочен към нуждите на домакинствата. След внасянето на нилския костур в езерото в средата на миналия век, риболовът получава нов тласък, увеличава приходите си, а търговията с него създава нови възможности за развитие в региона.(8) Нилският костур е риба, която нараства много бързо, а размерите му са много по-големи от тези на индивидите в естествения им ареал. Не са редки случаите, при които достига до 1,5 m дължина и 108 kg тегло.
Риболовът в езерото става по традиционните методи, като се използват канута, плоскодънни лодки с гребла и платна и риболовни съдове с извънбордов двигател. Стопанският риболов се извършва от големи компании чрез използването на съвременни риболовни съоръжения и съдове.
Към града и околностите му спадат 900 km2 водна площ, което е много добра предпоставка за развитие на риболова. Ловят се главно нилски костур (популярен още като морско злато), нилска тилапия и дага (омена). Макар и в доста по-малки количества в езерото се ловят морска котка, няколко вида сомове, двойнодишащият протоптерус и лабео. Според статистическите данни в преработката на риба и рибни продукти в градовете Муанза и Мусома са заети около 8000 души. Проучванията сочат, че местните рибари печелят по $182 000 дневно от продажба на риба и приблизително $65 милиона годишно. Очаква се приходите да се повишат с около 40% в зависимост от пазарните цени и популацията на нилския костур в езерото. Търговията с риба носи на града 1,7 милиона щатски долара годишно. Около 80% от произведеното рибно филе се изнася за Европа, а останалата част се продава на азиатските пазари.

### Земеделие
Земеделието е развито както в двата градски, така и в селските райони около града. Около 85% от храната на населението на града зависи от селскостопанската дейност в околността. Основните култури, които се отглеждат тук са памук, царевица, маниока, плодове, ориз и просо. През 2002/2003 г. обработваемите земи в Илемела са 6186 хектара, а в Нямагана – 4125 хектара. От Илемела се получават около 11 800 тона храни, а от Нямагана – почти 9000 т. Около 75% от тези земи се обработват ръчно с мотики, а 25% – с рала и плугове, теглени от волове. Поливни системи се използват предимно при отглеждането на зеленчуци, плодове и царевица. Останалите земи не се напояват поради липса на напоителни съоръжения. Плодовете и зеленчуците почти изцяло се използват за задоволяване нуждите на градското население, като производството им постепенно се увеличава поради завишеното търсене на пазара.
Главните проблеми на земеделието в района са недостатъчните умения и знания за повишаване на добивите от единица площ, липсата на оборотен капитал сред земеделските стопани, недостатъчно доставки на подобрени семена и селскостопански инвентар, колебанията в цените на пазара, ниското ниво на прилагане на инсектициди, пестициди и фунгициди за контрол на вредителите и болестите по селскостопанските растения, липсата на напоителни съоръжения и недостатъчните инвестиции в отрасъла.

### Животновъдство
В селското стопанство са заети около 46 700 души, но броят им постепенно намалява. Основен предмет на дейност е животновъдството, като се набляга на млечните крави и производството на млечни изделия. Във връзка с развитото животновъдство има изграден цех за пакетиране на месо.
Животновъдството в града включва отглеждане на кози, овце, крави, прасета, кокошки, бройлери и магарета. Поради липса на пасища отглежданият едър рогат добитък е много малко. Цялата продукция от месо, яйца, мляко и кожи остава за нуждите на градското население. В Илемела се отглеждат 2400 дойни крави от които се получава 566 000 литра мляко, а в Нямагана – 1420 крави, от които в града се доставят 340 000 литра мляко. За нуждите на града дневно се преработват 1770 литра прясно и кисело мляко.
В града най-голямо е количеството на домашните птици. Производството на яйца в Илемела се оценява на 223 000 кори годишно, а в Нямагана – на 225 000. Добивът на говежди кожи е общо 1830 броя за двата района на града, като е концентриран почти изцяло в Нямагана. Създадени са 7 установки за дезинфекция на говедата и свинете, които се използват главно за животните в източното крайбрежие на Муанза.
Главните проблеми в животновъдството се отнасят до липсата на умения и знания за качественото отглеждане на животните, недостатъчни доставки на лекарства, антибиотици и акарициди и сериозна липса на ветеринарни лекари.

### Електроснабдяване
Муанза се снабдява с електрическа енергия от националната мрежа, която е сравнително стабилна. Целият район Нямагана попада в рамките на дистрибуторската мрежа, но доставките в район Илемела възлизат само на 20%. Градът използва 14,47 MW, от които за битови нужди се консумират 6,07 MW, а доставката за промишлените предприятия в различните отрасли е 8,40 MW. Предлаганият потенциал е много голям, но проблемите в града са липса на стълбове, кабели и други помощни материали за доизграждане на системата.

## Транспорт
Инфраструктурата на града включва автомобилен, железопътен, фериботен и въздушен транспорт, което му позволява да действа като зонален център за други съседни региони като Мара, Шинянга, Кагера и Табора. Той е център в който се събират множество комуникационни линии от зоната на езерото.

### Пътен транспорт
Градът, състоящ се от областите Илемела и Нямагана разполага с 35,5 km магистрали, 132 km регионални пътища и 695,5 km областни, което прави общо 861 km пътна мрежа. Част от извънградските пътища са асфалтирани. Това са отсечките
- Муанза – Кисеса в посока град Мусома – 17 km.
- Муанза – Няшиши в посока град Шинянга – 19 km.
- Муанза – летището – 10 km.

В самия град асфалтираните пътища обхващат 22 km от пътната мрежа, а останалите са без никаква настилка и през дъждовния сезон стават много трудно проходими или пътуването по тях е невъзможно. Асфалтираните пътища могат да издържат натоварване от супертежки камиони с товароподемност до 55 тона, докато тези с трошенокаменна настилка не могат да поемат повече от 10 тона натоварване.
Главни пътища свързват Муанза с Дар ес Салаам, Серенгети и Мусома.

### Железопътен транспорт
Градът е голям железопътен възел в страната. Свързан е с жп линии с Дар ес Салаам на Индийския океан, столицата Додома и с град Кигома на езерото Танганика.
В началото на миналия век край Муанза са открити златни находища и във връзка с тяхната разработка е изградена железопътна линия до град Табора.

### Морски транспорт
През миналия век езерото Виктория е функционирало като основен компонент на интегрирания водно-железопътен транспорт, свързващ Дар ес Салаам и Момбаса с държавите Уганда, Руанда, Бурунди и ДР Конго, нямащи достъп до Индийския океан. В тази система град Муанза играе важна роля като централно пристанище на Танзания на езерото. Товарите пътуват по жп линиите до града, където се товарят на кораби и се отправят към Кампала, Джинджа, Кисуму и Букоба. През последните 10 години значението на транспорта по езерото е намаляло значително поради няколко причини. Най-важните от тях са липсата на инвестиции за пристанищната инфраструктура и спад на качеството на железопътния транспорт.
Градът е свързан чрез водния транспорт по езерото Виктория с Кения и Уганда, както и с танзанийските градове Букоба и Мусома. Изградени са две основни пристанища – Муанза юг и Муанза север. И двете са собственост на държавната железопътна компания Railways Asset Holding Company (RAHCO) и управлявани от Tanzania Marine Services Company (TMSC). Компанията не е вложила почти никакви средства за тяхната поддръжка и развитие и те не са в състояние да се справят ефективно с големи обеми от товари и още по-малко с контейнерния трафик. През 2006 г. управлението на двете пристанища преминава към Tanzanian Port Authority. Липсват големи кранове за разтоварване и товарене на тежки стоки и има само един 5-тонен мотокар в експлоатация, който се използва главно в складовете. Разполагат и с два 5-тонни крана, монтирани през 1929 г., но само единият от тях все още работи. Всички стоки, които не са прекалено тежки се товарят и разтоварват на ръка.
Танзания притежава само един работещ ферибот с връзка към жп линията. За контейнерите се ползват фериботните съоръжения. Вагоните се придърпват към релсите на ферибота с помощта на селскостопански трактори и пак по същия начин се изтеглят към железопътните линии на пристанището. Тракторите са чужда собственост и пристигат само при повикване.
Северното пристанище е с пътнически и транспортен терминал, а южното е предназначено за превоз и обработка на стоки и ремонт на плавателни съдове. Градът притежава 10 плавателни съда, 6 от които се ползват за транспортиране само на товари, 3 – за товари и пътници и един десантен кораб. Най-голям от тях е „Виктория“ с дължина 75 метра и капацитет 1200 пътника и 230 тона стоки. Други два са „Кларис“ и „Бутияма“, които возят съответно 290 и 200 пътника.
- Пристанище Муанза-север е специализирано за пътници и товари. Терминалът обработва средно по около 150 000 пътника и 20 000 тона товари годишно. Той е с дължина 100 m с възможност за акостиране на два кораба и има една товарно-разтоварна рампа. Към него са изградени 4 цистерни с капацитет 54 000 тона всяка. Има железопътна връзка с вътрешността на страната. На територията му са построени и няколко по-малки частни пристанища.[28]
- Пристанище Муанза-юг е построено между 1919 и 1925 година и е специализирано за обработка на товари и ремонт на кораби. Терминалът е с дължина на кея около 247 m, от които 180 m са на две нива, като и двете са с ширина по 6 m. Площта му е около 43 000 m2, а капацитетът му за обработка на товари е 500 000 тона годишно. Има място за едновременно акостиране на три кораба, връзка за железопътен ферибот и два плаващи дока.[27][28] Едни от важните съоръжения в пристанището са двата относително нови сухи докове, които са напълно функционални. Най-нов е по-големият с размери 100 m х 24 m с товароподемност от 2100 тона. По-малкият е 70 m х 13 m, а товароподемността му е 860 тона. На пристанището има един-единствен автокран, но той принадлежи на кораборемонтния оператор.[27]
- На няколко километра на юг от Южното пристанище има самостоятелен пътнически терминал с дължина 95 m. Пред 70 m от тях дълбочината на водата е достатъчна, за да може да приеме и най-големия кораб, плуващ по езерото. Има и втори малък кей с дължина 30 m, а на територията му се намират и две административни сгради.[27]

Пристанищата са силно зависими от железопътната връзка с Дар ес Салаам. През първото полугодие на 2010 г. фериботът в града не е работел поради ремонт на релсите на жп линията между Дар ес Салам и Додома и пристанището се занимава само с локален трафик.
Съществуват и няколко малки дока, собственост на частни лица, които притежават малки или средни плавателни съдове. Към тях спадат фериботът „Каманга“ и доковите съоръжения Kishimba, Kipeja и Kitana. В Илемела е изградено предприятие за поправка и монтаж на малки плавателни съдове.
Друг вид водни превозни средства представляват плоскодънните лодки и канута, които се ползват главно за риболов и превоз на селскостопански стоки. Очаква се градът да се сдобие с още две скоростни моторни корабчета, които да извършват превоз на пътници от Муанза до Букоба.

### Въздушен транспорт
На 10 km североизточно от града се намира добре организирано международно летище, предлагащо ежедневни полети до Дар ес Салаам. Изградено е на надморска височина 1147 m и има две писти. Едната е с дължина от 3301 m, а другата е дълга само 3000 m. Двете писти могат да поемат самолети с тегло до 180 тона. Болшинството летателни апарати са собственост на пътническите авиокомпании ATCL, Air Express, Precision Air. Извършват се и чартърни полети с различни дестинации, най-често до Найроби. Услугите на летището обаче са недостатъчни и търсенето на въздухоплавателни услуги все още е много силно поради факта, че Муанза е основен бизнес център в цялата зона на езерото и съседните страни Уганда, Руанда и Демократична република Конго. Планирано е летището да бъде обновено и разширено, за да достигне изискванията на международните стандарти и да поеме растящия трафик.
Митническата служба на летището се помещава в една малка стая и не е оборудвана с високотехнологични помощни съоръжения като рентгенови апарати например. Целият багаж на пристигащите чуждестранни пътници се проверява ръчно.
Освен по-малките пътнически самолети на летището кацат обикновено и големи товарни самолети, които най-често превозват тилапия и нилски костур. Преди няколко години един такъв самолет с риба се разбива в езерото поради сериозно претоварване и целият му екипаж загива. До тази катастрофа претоварването на самолетите с риба на летището е често срещано явление, обикновено говорещо за корупция. Самолетите имат максимално допустима граница на товари, но техните екипажи получават допълнително заплащане за всяка стока, натоварена над тази граница, поради което много пилоти стават жертва на това изкушение.

## Комуникации
Муанза разполага със сравнително добра комуникационна инфраструктура. В града има две радиостанции – „Радио свободна Африка“, притежавано от Sahara Communication и „Радио SAUT“, собственост на Римокатолическата църква.
Тук работи и една сателитна телевизионна станция, известна като „Star–TV“, открита през 2000 г. и също собственост на Sahara Communication. Телевизионният канал покрива 90% от площта на регион Муанза.
Телефонната комуникация за стационарните телефони се доставя от TCCL и дава възможност за връзка на града с останалата част на света. Мобилните телефонни компании в Муанза са функционални, ефективни и ефикасни. Тук оперират компаниите Vodacom, Celtel и Mobitel.
В града е изградена печатница за ежедневен, периодичен и епизодичен печат. Тук се издават и получават голямо количество вестници – ежедневници и седмичници. Те включват Uhuru, Mzalendo, Daily news, Sunday news, Nipashe, The guardian, Mwananchi, The African, Bingwa, East African, Majira, Mtanzania, Hoja, Champion, Uwazi, Amani, Risasi, Jumatatu, Express, Nyakati, Msemakweli, Shani, Sports, Mwanamke, Dimba, Dira, The family mirror, Mwanasport, Cheka, Sunday nation, Daily nation, Standard, Kiu, Ijumaa, Mzawa, и Msanii.

## Водоснабдяване и канализация
За водоснабдяването и канализацията на града се грижи държавната агенция Mwanza Urban Water and Sewerage Authority (MWAUWASA), създадена през 1996 г. като полу-независим орган и получила пълна автономия през 1998 г. Тя отговаря за осигуряването на вода за града и поддържа и разширява съществуващата канализационна мрежа. Към водопроводната мрежа е включено 90% от населението на града, но само 8% използва канализационни услуги.
Водоснабдяването на града става в 90% от водите на езерото Виктория, а останалата част ползва традиционни източници, обикновено изкопани с различна дълбочина кладенци. Необходимостта на градското население от вода е от около 60 000 m3 дневно, а капацитетът на инсталираните мощности, изпомпващи вода от езерото е 108 000 m3 на ден. Това голямо нарастване на капацитета е постигнато през 2008 г. благодарение на изпълнението на Програмата за водоснабдяване на регионалните центрове. Счита се, че той ще бъде достатъчен на бързо нарастващото население до 2015 г.
Съществуващата канализационна система е изградена през 1957 г. и е изключително ограничена, тъй като обслужва само около 35 000 души, които представляват 8 – 9% от всички градски жители.
Правителството на Танзания, заедно с германското, работят по съвместен проект за разширяване и рехабилитация на канализационната мрежа в града на стойност 12,3 милиона евро. Проектът се изпълнява изцяло от две немски фирми и работата по него започва през 2009 г. Обхваща 26,2 km тръбопроводи в кварталите Илемела, Кирумба и Муанза юг, както и по хълмовете Игого, Kilimahewa и Няманоро в града. Изграждат се и две пречиствателни станции – в Кирумба и при Южното пристанище. По-голямата част от инфраструктурния проект вече е изпълнен. След пълното му приключване към канализационната система на града ще бъдат присъединени жилищата на още 5000 души.

## Екология
Управлението на твърдите битови отпадъци се счита за един от най-непосредствените и сериозни екологични проблеми, особено в градовете в развиващите се страни. Неконтролируемото им изхвърляне в околната среда създава риск за здравето на населението и предизвика влошаване на градската среда. Растителните пазари и хранително-вкусовата промишленост също произвеждат големи количества органични отпадъци.
Град Муанза произвежда по 310 тона твърди битови отпадъци и 500 тона промишлени всеки ден. Установено е, че промишлените предприятия са основните източници на течни и твърди отпадъци. Те допринасят за 59% от твърди отпадъци и за около 50% от течните. В града се изхвърлят по 0,6 – 0,75 kg на глава от населението ежедневно.
През 2005 г. за сметосъбирането са работели само 4 камиона, които са успявали да изхвърлят около 30% от битовите твърди отпадъци. Останалата част в повечето случаи е оставала несъбрана във формата на купища гниещ боклук из целия град. По време на дъждовния сезон всичко това се отмива от валежите и чрез канализацията се изхвърля в езерото Виктория.
След като Общинският съвет приватизира сметосъбирането, капацитетът на извозващите фирми покрива 88% от нуждите на населението. Останалите 12% се намират в зони, които не са достъпни за моторни превозни средства, включително и скалистите хълмове, обитавани от около 30% от жителите на града. Близо 85% от всички градски отпадъци са биоразградими. Те се извозват до сметището в Бухогуа, което се намира в покрайнините на града, на около 8 km от централната част. То е открито и неоградено. Това прави достъпът до него лесен и някои хора от бедните слоеве на обществото събират из него бутилки и метални отпадъци, които предават за рециклиране срещу заплащане.
Съществуват подзаконови нормативни актове, които предвиждат глоби за хора, пренебрегващи използването на кофите за боклук, както и за уриниране по улиците. През четири последователни години, от 2006 г. до 2009 г. Министерството на здравеопазването и социалните грижи обявява Муанза за най-чистия град в Танзания.
Много от индустриалните предприятия имат пречиствателни съоръжения със съвсем ограничен капацитет и произвеждат по 6500 m3 отпадъчни води. Всички те се изхвърлят директно в езерото Виктория и заплашват живота и биоразнообразието в него. Маслата и отпадните води от повечето гаражи и ремонтни работилници се отмиват от проливните дъждове и също попадат в езерото. Дори и отпадъчните продукти от някои предприятия от рибопреработвателната промишленост се отмиват или изхвърлят направо в него. В допълнение на всичко това част от битовите отпадъци, особено там, където няма ефективна тоалетни намират своя път отново към езерото.